# Bearn o La sala de las muñecas (novela)
Bearn o La sala de las muñecas (título original en catalán, Bearn o La sala de les nines) es una novela del escritor mallorquín Llorenç Villalonga que se publicó por primera vez, en castellano, en 1956. Más tarde, en 1961, vio la luz la primera versión, en lengua catalana. Hoy es considerada una de las obras más importantes de la literatura en lengua catalana del siglo XX.

## Escritura y ediciones
La novela fue escrita entre 1952 y 1954 en catalán y estaba previsto publicarla en dicha lengua. Sin embargo, Villalonga cambió de opinión, molesto por las correcciones de estilo  que pretendía imponer la barcelonesa Editorial Selecta, y la reescribió enteramente en castellano.
Mónica Rodríguez, quien mantenía relaciones amorosas con Villalonga, no aprobó la primera edición de la novela, escrita en Calonge, que apareció en 1956, en una tirada de solo mil ejemplares. Iba precedida de un texto de Camilo José Cela, titulado "Prólogo parabólico", que incomodó al autor porque en él se especulaba sobre su condición de judío. La versión en castellano de la novela no fue bien recibida ni por el público ni por la crítica. Optó sin resultado a dos de los premios literarios más importantes del momento, el Nadal (que obtuvo ese año la novela El Jarama, de Rafael Sánchez Ferlosio) y el Ciudad de Barcelona. 
En catalán, la obra no apareció hasta 1961, y fue solo entonces cuando consiguió verdadera repercusión. En 1963 fue recompensada con el Premio de la Crítica, y en una encuesta de Serra d'Or realizada el año siguiente se la citó como la segunda mejor novela de la literatura catalana, tras La plaza del Diamante, de Mercè Rodoreda. Actualmente, Bearn o La sala de las muñecas es uno de los clásicos de la literatura en esta lengua, y ha sido traducida a numerosos idiomas.

## Estructura de la novela
La novela está dividida en tres partes:
1) Una introducción en forma de carta-prológo.
2) La novela propiamente dicha, que a su vez se divide en dos partes, tituladas respectivamente "Bajo el influjo de Fausto" y "La paz reina en Bearn".
3) Un epílogo que cierra la narración.

### Introducción
La introducción es una carta que el narrador, Juan Mayol, capellán de la casa y muy posiblemente hijo natural del señor de Bearn, escribe a Miguel Gelabert, un antiguo amigo de seminario que es ahora secretario del Papa de Roma. La carta está fechada en Bearn en 1890, transcurridos dos meses desde la muerte de los señores. Mayol desea someter a la consideración de sus superiores eclesiásticos si debe o no obedecer la última voluntad del difunto señor de Bearn, que más tarde se sabrá que consiste en la publicación de sus memorias.

### "Bajo el influjo de Fausto"
La primera parte de la novela propiamente dicha, "Bajo el influjo de Fausto" ("Sota la influència de Faust" en la versión catalana), está constituida por veinte capítulos de extensión variable. Los sucesos narrados se sitúan cronológicamente en un período de diez años (1859-1869). La alusión a Fausto presente en el título se debe a que, al igual que el personaje de Goethe vende su alma al diablo para conseguir la eterna juventud, el protagonista de Bearn la "vende" también cuando decide abandonar a su esposa y huir a París con su sobrina de dieciocho años, Xima, precisamente para asistir al estreno de la ópera Faust de Gounod, el 19 de marzo de 1859. Después de medio año, don Antonio regresa de París, mientras que Xima decide quedarse allí iniciando una fulgurante carrera de cocotte que le lleva a alternar con las figuras más destacadas del Segundo Imperio y prostituirse para que la vida le vaya medianamente bien. 

### "La paz reina en Bearn"
Narra la historia de los veintidós años siguientes. Toni dedica su tiempo a escribir sus memorias, mientras la decrepitud se va apoderando de Bearn hasta su muerte, al igual que María Antonia, su amor envejece y pierde la memoria.

### Epílogo
El Epílogo cierra definitivamente la novela. Encontramos referidos los únicos incidentes ocurridos con posterioridad a la muerte de los señores y recupera el enigma más deliberado de la novela: La sala de las muñecas.
Don Juan se entera de que esconde esta sala prohibida. Creyendo interpretar la voluntad de su señor, quema todos los documentos que contiene "la sala". Impide que se ha sepa la verdad. Las Memorias es
el único documento que nos permite de acceder.
La acusación que esgrimen los miembros de la sociedad antes de partir, abre un nuevo interrogante sobre la autenticidad bearnesa de don Antonio

## Adaptaciones
Bearn y la sala de las muñecas fue adaptada para la televisión en 1976. En 1983, el director Jaime Chávarri estrenó una adaptación cinematográfica de la novela, que interpretaron, entre otros, los actores Fernando Rey, Ángela Molina, Amparo Soler Leal e Imanol Arias.

## BearnyEl gatopardo
Se han señalado las semejanzas de Bearn o La sala de las muñecas con El gatopardo, del siciliano Giuseppe Tomasi di Lampedusa, dos años posterior (se publicó en 1958, después de la muerte de su autor), ya que ambas novelas se centran en el declive de la aristocracia rural del Antiguo Régimen. Villalonga conoció y estimó la novela de Lampedusa, que tradujo al catalán en 1962; sin embargo, dadas las respectivas fechas de publicación de las novelas, no es posible que la tuviera presente cuando escribió Bearn.